# Histoire du papier

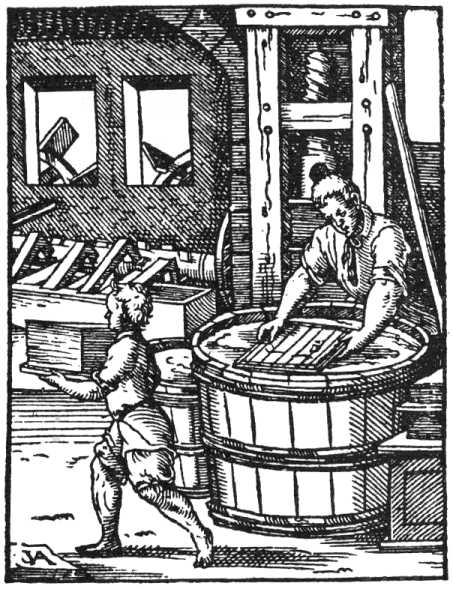
Fabrication de papier à la main.

L'histoire du papier proprement dit, composé par des fibres de cellulose agglomérées, commence en Chine il y a 2 000 ans. Le papier se transmet par l'Asie centrale et l'empire arabo-musulman jusqu'en Europe, ses producteurs l'adaptant aux instruments d'écriture de chaque région. L'imprimerie stimule sa consommation. Au XIXe siècle, l'industrialisation provoque un changement radical de matière première, passant du chiffon au bois. On s'aperçoit cent ans plus tard que ce papier résiste beaucoup moins bien dans le temps, amenant  de nouvelles précautions pour produire un papier non acide.

## Antiquité

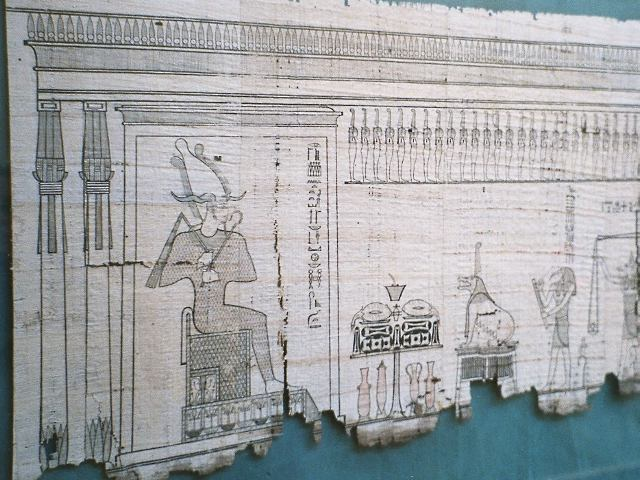
Papyrus égyptien.

Le mot « papier » dérive étymologiquement de papyrus.
Le « papier » définit tout ce qui est constitué de fibres de cellulose en majorité, donc d’origine végétale, mises en suspension dans de l’eau puis égouttées sur une surface plane. Quel que soit le procédé employé, propre ou sale, fin ou grossier, qu’il n’y ait que de la cellulose ou d’autres matières ajoutées (laine, soie notamment), c’est la mise en suspension dans l’eau des fibres et leur égouttage qui permettent de constituer le papier. On utilise souvent l’image de la guêpe qui confectionne son nid en régurgitant de la cellulose malaxée, même si rien n'indique que l’idée de fabriquer du papier provienne de cet exemple.
Avant l’apparition du papier, les écrits étaient en Europe conservés sur des parchemins ou du papyrus et sur toutes sortes de surfaces — écorce, feuille d’arbre, lamelles de bambou, tablette d'argile ou de cire, planchettes plus ou moins fines, soie, os ou écailles, pierres .
Les tapas (feutre végétal fait du liber de certaines écorces battues et assemblées), connus grâce à des représentations sur des parois rocheuses et dans des grottes dans le monde entier, utilisés sous forme de vêtements, de parures, peuvent être considérés comme les tout  premiers ancêtres du papier. Il en est de même du papier d'amate des Aztèques obtenu par battage du liber de ficus employé à l'écriture des codex préhispaniques.

### Invention du papier en Chine

Fabrication de papier en Chine (animation).

En Chine, les premiers exemples de l'écriture chinoise sont gravés sur des os oraculaires de la dynastie Shang et sur des moules servant à couler des objets en bronze. Les premières calligraphies au pinceau semblent avoir été écrites, sur des fiches, à l'intérieur de sections verticales de bambous fendus ou de tablettes de bois mince, assemblées par des cordes pour le rangement en rouleaux dès le IVe siècle av. J.-C.. La tombe no 3 de Mawangdui a livré des documents tracés à l'encre sur soie. On conserve à l'Institut Archéologique du Gansu une correspondance privée, la plus ancienne conservée à ce jour (32-7 avant notre ère), à l'encre sur soie. Les premiers vestiges d'un papier grossier, découverts sur l'ancien limes de la dynastie Han, remontent en Chine au IIe siècle av. J.-C. On dispose d'exemples de textes sur papier datant du IIe siècle.
Une tradition chinoise controversée fait de Cai Lun l'inventeur du papier. Il a en fait décrit en 105, sous les Han orientaux, l’art de fabriquer du papier et en a proposé des améliorations afin de le produire en plus grande quantité. Trouvé en 2006 à Dunhuang (province du Gansu), le papier porteur d’un message le plus ancien connu à ce jour est un fragment de lettre, daté de 8 av. J.-C., sous la dynastie des Han Occidentaux (-206 — 25). Une vingtaine de sinogrammes anciens ont été déchiffrés sur un support fait de fibres de lin. Des feuilles de papier de bonne facture ont été trouvées dans une tombe près de Xi'an et datées d'entre - 146 et - 87, deux siècles avant Cai Lun.
La xylographie apparaît en Chine dans le courant du VIIIe siècle et se développe rapidement dans un contexte populaire de diffusion du bouddhisme et d'usages populaires (sciences occultes, almanachs, lexiques et brèves encyclopédies populaires, manuels d'instruction élémentaires, recueils de modèles de compositions pour les concours officiels, ouvrages historiques…). Rapidement, les milieux dirigeants et les lettrés s'en servent : les Neuf Classiques sont imprimés à Kaifeng sur ordre impérial en 932 et 952.
La composition du papier en Chine ne comporte pas de riz mais consiste pour l'essentiel en fibres de lin, de chanvre ou d'écorce de murier à papier, et d'une certaine proportion de fibres de bambous, qui permettent de varier les papiers à l'infini, en couleur éventuellement. Sous les Han Orientaux, les stèles qui portent les textes des ouvrages « classiques », mis au programme des examens, pouvaient être estampés sur papier afin d'être étudiés. Les stèles pouvant porter aussi des figures, ou pouvait obtenir un bon estampage au moyen d'un papier humide qui venait se mouler sur les creux ; puis après séchage et encrage, on pouvait effectuer sa reproduction sur papier par l'emploi d'un frotton, ce qui permit de diffuser images et textes depuis les Han jusqu'aux débuts de la xylographie.

## DuVIIIesiècleà la Renaissance

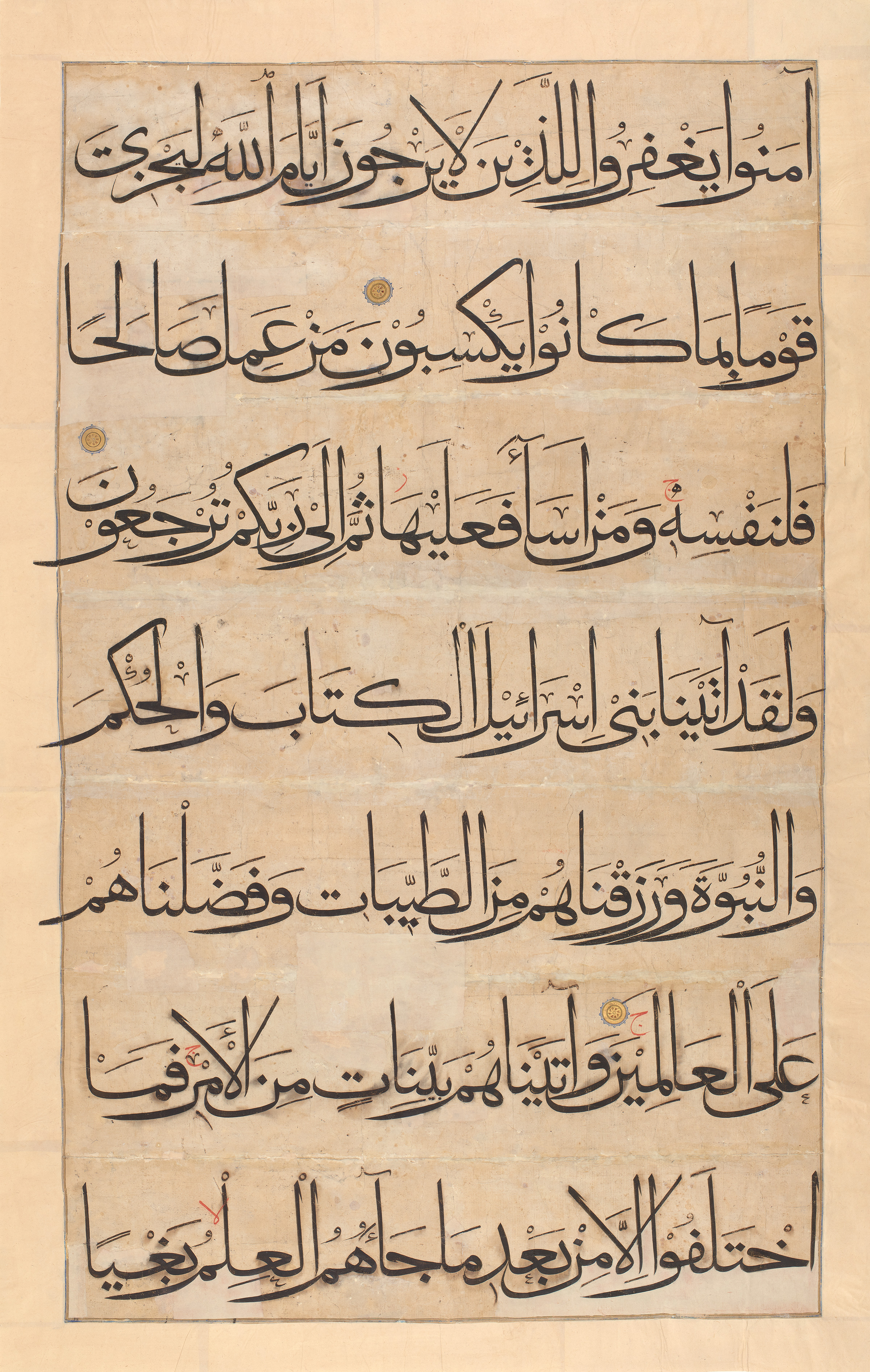
Feuille d'un Coran sur papier, du XVe siècle.

Le secret de la fabrication de papiers de qualité est resté chinois et japonais jusqu’au VIIIe siècle. Lors de la bataille de Talas en 751 (dans l'actuel Kirghizistan), les Arabes, victorieux, firent prisonniers de nombreux Chinois et en apprirent le procédé de fabrication. Ils comprirent rapidement l’intérêt de ce nouveau support tant dans la sphère religieuse que dans celle des sciences et techniques. Samarcande devint le tout premier centre de production du monde musulman. La fabrication fut améliorée en incorporant à sa préparation des chiffons. La révolution du papier catalysa ainsi l'« âge d'or islamique ».
Le papier se diffuse avec l'expansion de l'islam. On le retrouve à Bagdad en 793, au Caire en 900. Il arrive en Al-Andalus (sud de l'Espagne actuelle) à Xàtiva en 1056, puis se propage en Occident : en Sicile en 1102, à Fabriano (Italie) en 1276 sous une forme complètement différente, et dans le sud de la France au milieu du XIIIe siècle (les archives de Marseille conservent le registre de minutes du notaire Giraud Amalric,  écrit sur  papier en 1248). Il n'arrive dans le nord de la France qu'au milieu du XIVe siècle au Moulin de la Pielle, à Troyes. Certains estiment que des marchands juifs, les Radhanites, jouèrent un rôle décisif dans l'arrivée du papier en Occident.
Si la première fabrique de papier en Europe est située à Xàtiva près de Valence (Espagne), vers 1150, c'est à partir de Fabriano que la fabrication du papier va se diffuser en Italie, à Voltri, Padoue, Trévise, Gênes, et en Europe. À partir du filigrane de l'aigle nimbé, Charles-Moïse Briquet a montré qu'entre 1362 et 1386, ce papier se trouve en Italie mais aussi en Espagne, en France, en Suisse, en Hollande et en Belgique. Le journal d'un papetier de Fabriano de 1365, Lodovico di Ambrogio, permet de voir l'écoulement de sa production en Italie à Fano, à Pérouse et Venise, mais aussi à Aigues-Mortes et Montpellier. On voit que le 23 novembre 1365, il a expédié à Montpellier 1 333 kg de papier. Pendant trois années, il a expédié par Talamone 240 balles de papiers, soit 14 175 kg.
Le papier a d'abord été considéré comme un substitut fragile, utilisé pour rédiger les minutes d'un acte. En 1145, Roger II de Sicile a ordonné que tous les diplômes rédigés sur papier soient retranscrits sur parchemin. Frédéric II de Hohenstaufen a interdit d'utiliser le papier dans les actes publics. Cette opposition n'a pas empêché la diffusion rapide du papier pour la rédaction des actes à partir du sud de la France : en 1248, il est utilisé dans les registres notariaux de Marseille et dans les registres des enquêteurs du Languedoc et d'Alphonse de Poitiers, en 1273-1274 dans les registres des enquêteurs royaux dans le Toulousain. Le papier est d'un usage courant en Suisse à la fin du XIIIe siècle et au début du XIVe siècle. Un registre de la chancellerie royale daté de 1340 se trouve dans le Trésor des Chartes de Paris. Le papier est introduit aux Pays-Bas et en Allemagne du Nord. En 1415, Jean de Gerson déconseille encore de copier les textes sur du papier, mais son emploi était déjà devenu général.
Une fabrication locale va vite remplacer l'importation. Les marchands italiens, pour répondre à la croissance de la demande, font venir des artisans pour former du personnel local. Dès le XIVe siècle, des moulins à papier sont installés dans la région de Troyes, autour de Paris et dans le Comtat Venaissin. Le premier est installé vers 1348 à Torvoy-lez-Troyes (Champagne), une autre vers 1350 à Ambert (Auvergne). Au milieu du XVe siècle, la production française suffit pour satisfaire sa consommation et les moulins en Champagne commencent à exporter leur fabrication.

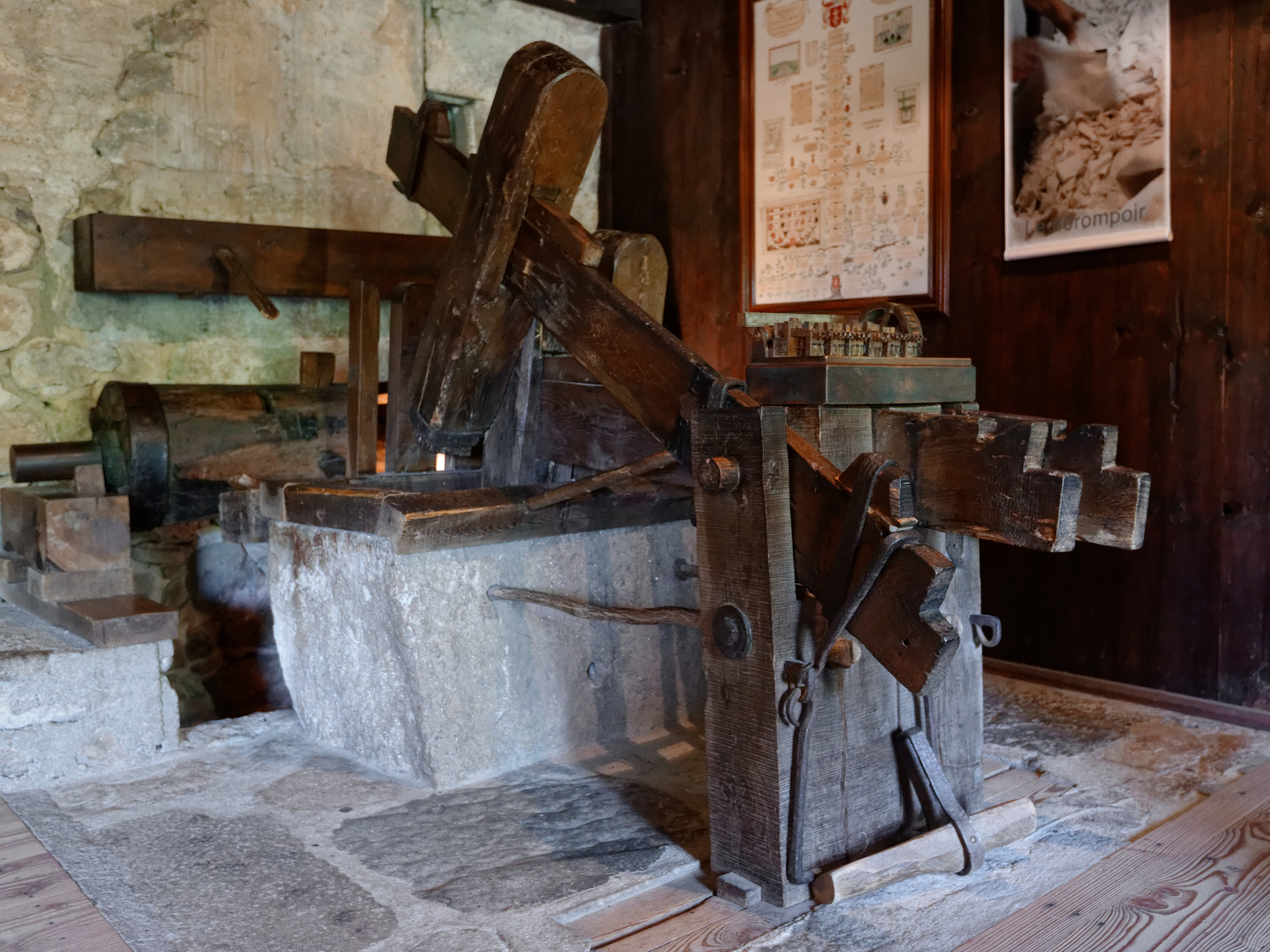
Pile à maillets au moulin à papier Richard de Bas à Ambert, dans le Puy-de-Dôme.

La diffusion du papier a été possible grâce à deux modifications :
- la transformation des moulins permettant de passer du mouvement circulaire au mouvement alternatif en adaptant des « lèves » aux moulins. Cette modification faite pour la première fois sur les moulins de Fabriano a permis de remplacer les meules qu'utilisaient les Arabes pour broyer et triturer la chiffe par des maillets qui ont amélioré la qualité du papier en diminuant son prix ;
- l'extension de la culture du chanvre et du lin et la diffusion de l'usage de fibres végétales en remplacement de la laine pour le linge de corps permettant d'avoir du vieux chiffon, la chiffe[19], plus abondant et moins cher.

Les fabricants de papier de Fabriano ont cherché à améliorer leur produit, en remplaçant les colles végétales des procédés arabes par des colles animales (gélatine), en améliorant le satinage du papier et en introduisant le filigrane pour distinguer chaque fabricant.
Pour produire du papier, il faut de la chiffe blanche débarrassée de tout corps dur. Plusieurs étapes suivent alors avant de faire du papier :
- le « pourrissage » : la chiffe est déchirée en petits morceaux et placée dans des caves où elle fermente pour éliminer la graisse et isoler la cellulose ;
- le battage et la trituration : la chiffe est ensuite amenée au moulin à papier. Sa particularité est que son arbre a été munis de lèves qui permettent de soulever des maillets et des pilons qui sont placés dans des récipients en bois, les « piles », où se trouve la chiffe. Quand les maillets et pilons sont munis de clous, on parle de « piles à raffiner », dans le cas contraire, de « piles à effleurer ». La chiffe est triturée dans une eau savonneuse permettant d'obtenir une pâte plus ou moins épaisse, la « pâte à papier ». Cette fabrication consomme beaucoup d'eau, une eau limpide et pure, sans présence de fer, de matières terreuses, d'algues, de débris organiques ;
- la réalisation d'une feuille à l'aide d'une « forme » : la pâte à papier est chauffée à une température donnée dans laquelle on plonge une « forme » qui est un châssis en bois garni de fils de laiton qui retient la pâte et laisse passer l'eau. L'ouvrier agite la forme pour obtenir une pâte également répartie sur la forme ;
- la feuille est retirée de la forme après un début de séchage et l'ouvrier « coucheur » la pose sur un feutre destiné à boire l'eau de la pâte ;
- on place ensuite plusieurs feuilles et feutres sous une presse pour expulser l'eau. Les feuilles ainsi essorées sont placées sur le « petit étendoir » où elles sèchent à l'air libre ;
- encollage des feuilles pour leur donner un aspect lisse et éviter qu'elles boivent l'encre ;
- séchage des feuilles au « grand étendoir » ;
- « satinage » et « lissage » des feuilles à l'aide de silex ;
- les feuilles sont ensuite généralement réunies en « mains » de vingt-cinq feuilles et en « rames » de vingt mains.

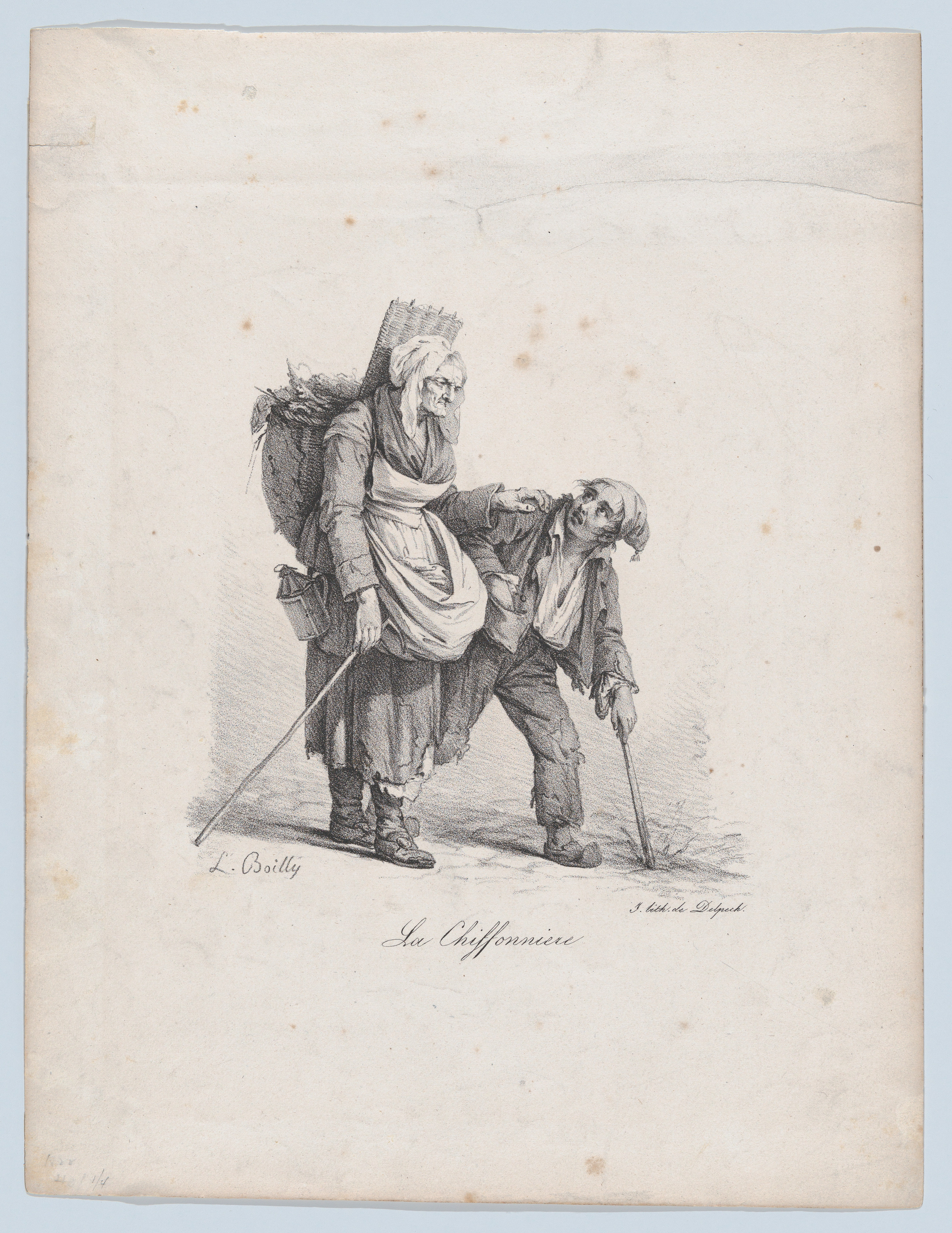
Chiffonniers (1822)

L'augmentation de la production de papier stimulée par le développement de l'imprimerie pose alors le problème de la ressource en matière première, le vieux chiffon. Des marchands spécialisés, les chiffonniers, ramassent les vieux chiffons et les apportent près des centres de production où le tri est effectué. Pour éviter de se trouver à la merci des chiffonniers qui  imposeraient leurs prix, les papetiers demandent rapidement des monopoles pour le ramassage de la chiffe. En 1366, le Sénat de Venise l'accorde aux papetiers de Trévise. En 1424, un papetier de Fabriano travaillant à Gênes l'obtient pour l'achat des vieux cordages. En Suisse, à Bâle, il est décidé que pendant les 24 heures qui suivent la mise en vente des vieux chiffons, seuls les Bâlois pourraient les acheter. En France, Colbert s'inquiète de ce problème mais sans apporter de solution. En 1754, on interdit aux ramasseurs de vieux chiffons d'établir des entrepôts près des ports et des frontières afin de protéger l'industrie papetière française.
Le papier est alors un bien rare et des édits sur le recyclage du papier sont prononcés[réf. nécessaire]. On y incorpore alors des vieux chiffons qui prennent vite de la valeur, d’où l’expression « se battre comme des chiffonniers »[réf. nécessaire].

## Renaissance
Comme cela avait été le cas quelques siècles auparavant en Chine, en créant un système d’impression à caractères mobiles vers 1440, Johannes Gutenberg, Johann Fust et Peter Schöffer ont donné naissance à l’imprimerie en Occident, ce qui a permis de vulgariser la connaissance par l’usage des livres. Cela augmente l’utilisation et donc la fabrication du papier. Celui-ci devient alors l’objet d’une nouvelle industrie, avec utilisation de l’énergie hydraulique. En France, une grande production se faisait dans la région de Troyes qui exportait vers Paris, les Pays hollandais. À partir du XVIIe siècle, en grande partie à cause de la guerre de Trente Ans, qui modifie les flux commerciaux dans la vallée du Rhin, le Sud-Ouest de la France devient une très grande région papetière dans laquelle les Néerlandais investissent massivement. La plupart des moulins sont reconstruits, agrandis. On en crée de nouveaux et, pendant plus d’un demi-siècle, jusqu’aux guerres de fin de règne de Louis XIV, ces régions deviennent l'un des plus grands centres de production de papier occidental. On a prétendu que la révocation de l’édit de Nantes avait provoqué un exode massif et l’arrêt des papeteries, mais ce sont principalement les guerres et les difficultés qu’elles ont entraînées dans le commerce maritime entre le Sud-Ouest et la Hollande qui ont réduit les exportations de 70 à 80 %.

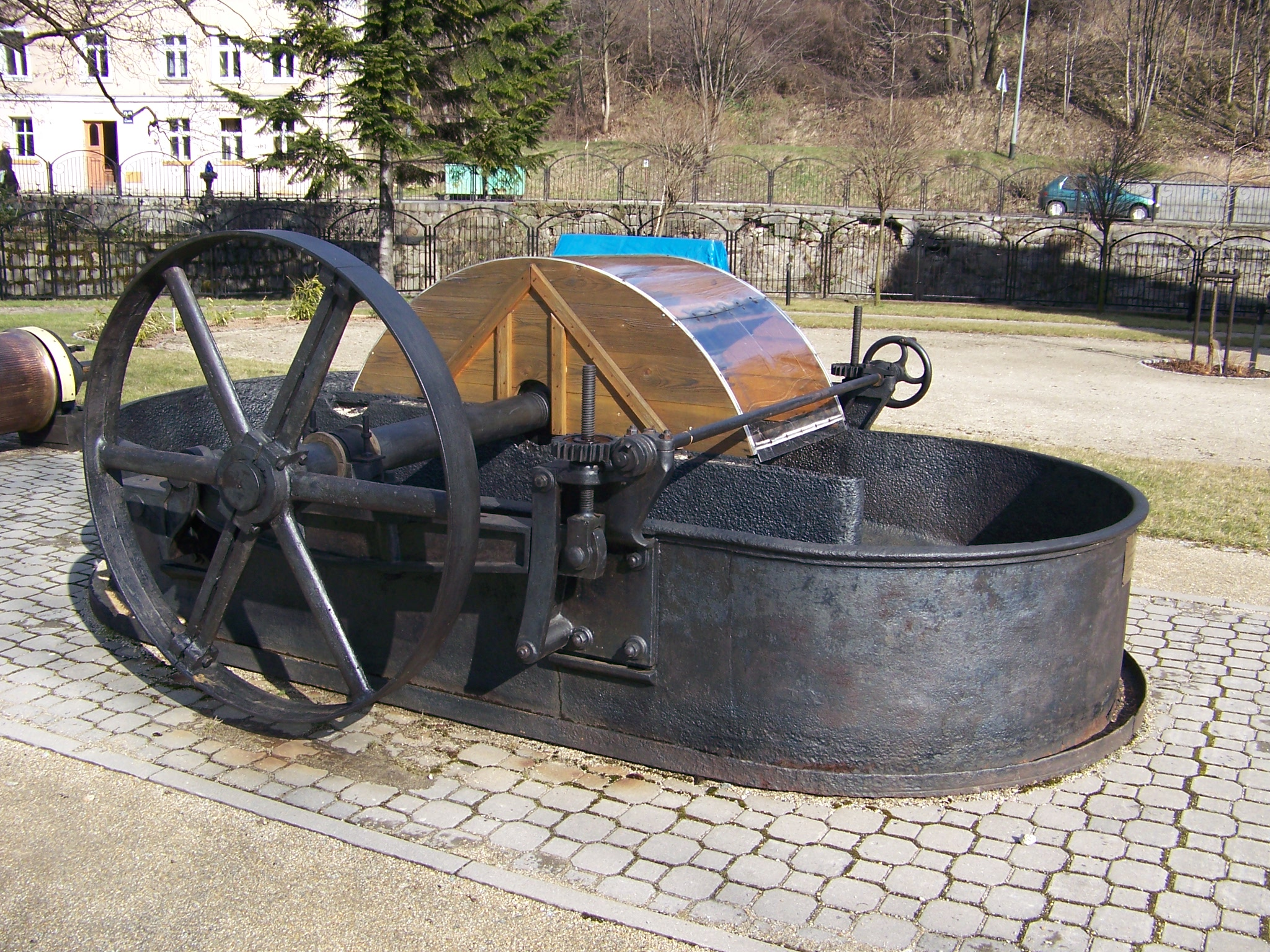
Cylindre hollandais (Musée du papier de Duszniki-Zdrój (Pologne).

En 1673, les Hollandais font une invention capitale pour l’industrie papetière, en mettant au point le cylindre hollandais, qui permet de remplacer la pile à maillets dans la trituration des chiffons, ils réalisent des gains en termes d’énergie, de main-d'œuvre et de rapidité ; malheureusement la qualité des pâtes s’en trouve amoindrie. Les progrès des transmissions et de la métallurgie qu’entraîne la révolution industrielle en Angleterre au XVIIIe siècle permettront la diffusion de ce cylindre dans toute l’Europe. La pile hollandaise a surtout permis le développement à partir de la fin du XVIIIe siècle de la machine à papier qui permet de fabriquer avec la même quantité d’énergie trois à quatre fois plus de pâte sur un même site.
Devant les difficultés récurrentes de la production de papier, le conseil d'État promulgue le 21 août 1777 un arrêt interdisant la sortie des matières premières destinées à la fabrication du papier et de la colle et fixe les taxes qu'il faut acquitter pour les importer. De même, la Convention nationale fixe le 3-9 avril 1793 l'interdiction de sortie des chiffes hors de la République. Le 12 germinal an II, le Comité de salut public instaure un règlement qui impose, entre autres, la nomination d'officiers municipaux pour collecter les chiffons, linges et rognures de parchemins, ainsi que les bandes et charpies des hôpitaux. L'article 28 des douanes du 1-2 pluviôse an XIII renouvelle l'interdiction d'exportation des chiffons de toile, coton et laine.

## Révolution industrielle

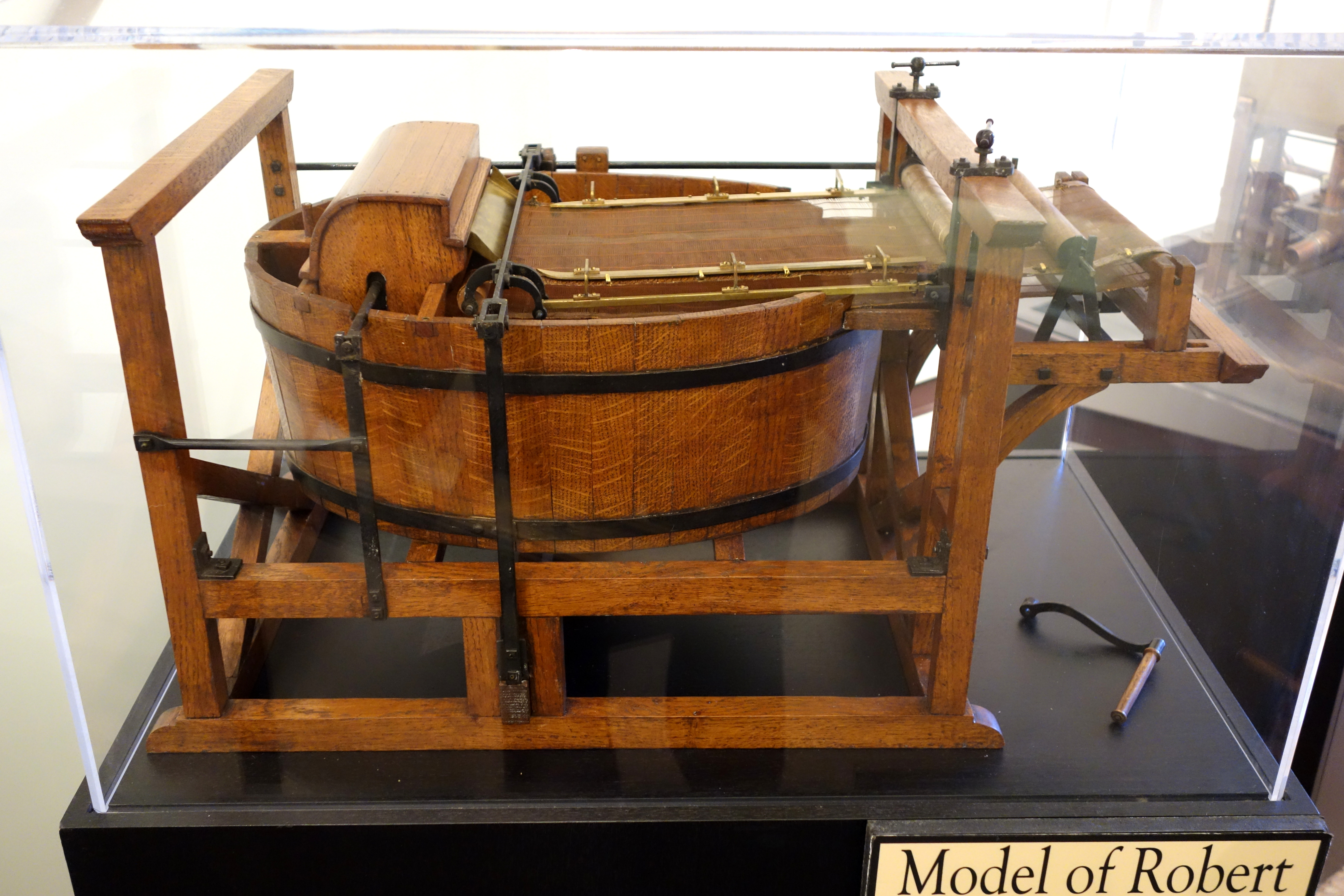
Modèle de la machine à papier de Louis-Nicolas Robert (1798)

C’est incontestablement au XIXe siècle que la fabrication du papier s'industrialise. Louis Nicolas Robert invente la première machine à papier en continu en 1798 avec le soutien de Saint-Léger Didot qui dirige une importante papeterie à Essonnes. L’alimentation en pâte s'y fait en continu et le papier sort en bobine. En moins de vingt-cinq ans, l’ingénieur Bryan Donkin perfectionne « sa » machine (pas moins de 40 modèles différents). Vers 1825, les papetiers s’équipent en Europe et aux États-Unis : la machine est copiée, imitée. Vers 1850 apparaît la première machine à fabriquer le carton multicouches. À la même époque, on dénombre plus de 300 machines en Angleterre, près de 250 en France et presque autant en Allemagne. Chacun de ces engins, quoique très étroit et très lent comparé aux machines modernes, était capable d’assurer la production de dix cuves traditionnelles desservies à la main. Louis-Nicolas Robert ne tirera aucun bénéfice de son invention.
La première machine à onduler française est installée en 1888 dans le Limousin. La marine à vapeur remplace progressivement la marine à voile, grosse utilisatrice de chanvre (cordages et voiles). La production de chanvre ralentit et le chanvre usagé, matière première du papier, devient rare et cher. Des difficultés d’approvisionnement en chiffon se font sentir et l’industrie papetière cherche de nouvelles matières premières. Le bois commence progressivement à remplacer le chanvre.
Déjà en 1719, dans un mémoire présenté à l’Académie, Réaumur pressentait, après avoir étudié de près les nids de guêpe, l’usage que l’on pouvait faire de la fibre de bois pour fabriquer du papier. L'Allemand Friedrich Gottlob Keller dépose un brevet en 1844 sur la fabrication de pâte de bois, obtenue à l’aide d’une meule.

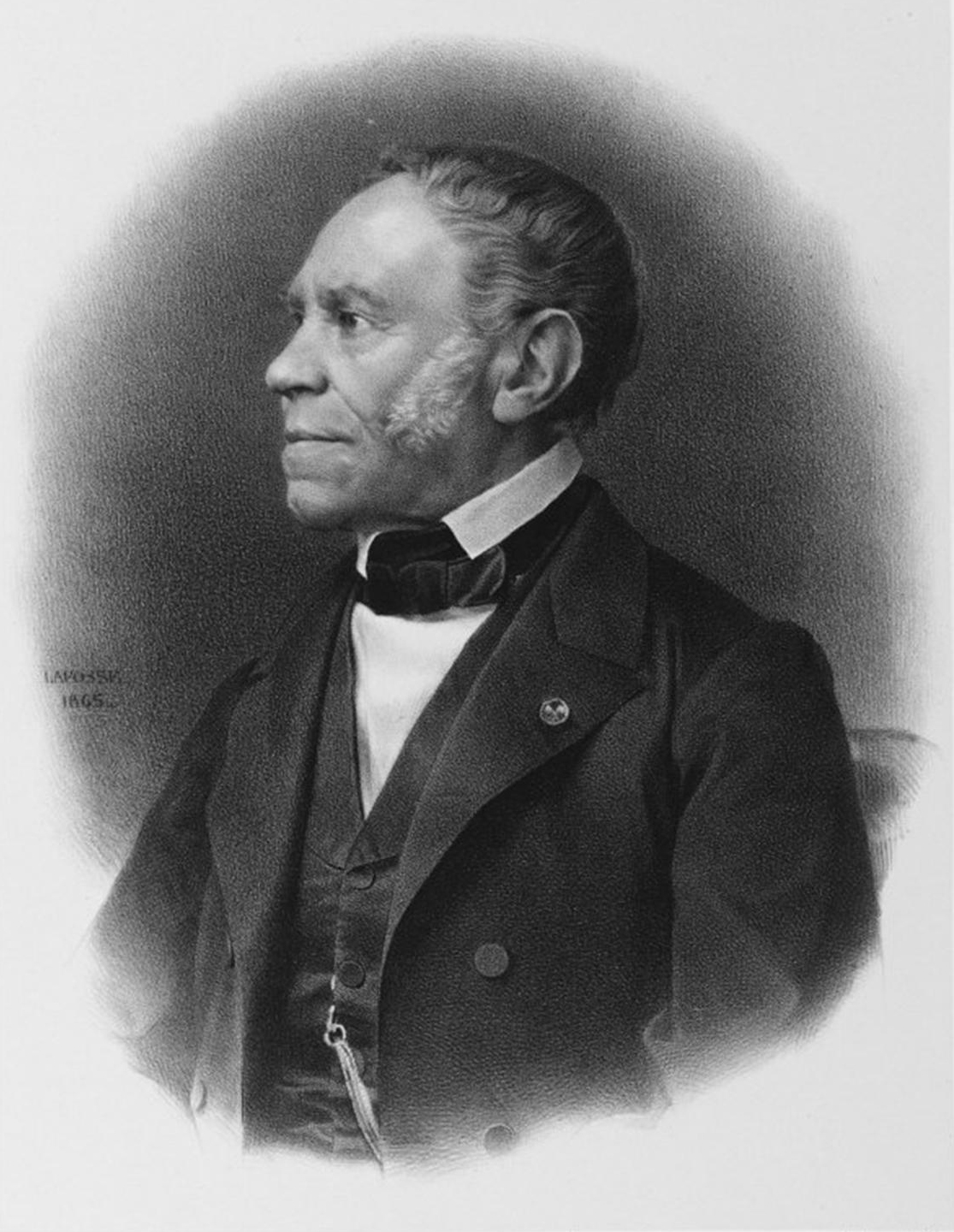
Anselme Payen.

Le recours à la chimie marque la deuxième moitié du XIXe siècle. Les travaux du Français Anselme Payen montrent que dans toute matière végétale existe une substance blanche et fibreuse, la cellulose, qu’il est possible de la récupérer par des réactions chimiques. Ces découvertes permettent d’obtenir des fibres de meilleure qualité et d’augmenter les vitesses de production.
En 1937, aux États-Unis, le Marihuana Tax Act, une taxe pour lutter contre la production de drogue à partir du cannabis, sonne le glas du chanvre en papeterie. Il ne sera alors plus utilisé que pour les billets de banque et le papier à cigarette. Les États-Unis deviendront rapidement le premier producteur de papier, majoritairement forestier, et le sont encore de nos jours, largement devant la Chine, le second (80,8 contre 37,9 millions de tonnes). L’industrialisation lourde est alors lancée. En 1908, la plus grosse machine a une laize (largeur) de 4,30 mètres et roule à 165 m/min. En 1910, la vitesse de 200 m/min est franchie. En 1935, la plus grosse machine fait 8,15 m de laize et tourne à 425 m/min. Le cap des 1 000 m/min est franchi en 1958. En 2000, la vitesse de 1 800 m/min est atteinte pour la fabrication du papier journal. Au XXIe siècle, les machines font jusqu’à 10 mètres de laize et tournent à près de 2 000 m/min.

## XXesiècle
Au XXe siècle, les effets des changements techniques qui ont permis la production en masse de papier bon marché se font sentir sur la conservation des documents. Alors que des papiers fabriqués à base de chiffon au XVIe siècle nous sont parvenus en bon état, ceux du XIXe siècle, fabriqués à partir de pâte de bois, deviennent friables et se détruisent dans les archives. Les conservateurs situent le problème dans l'acidification des papiers et y remédient ; les organisations professionnelles négocient une norme de papier non acide, dans lequel une adjonction de carbonate de calcium garantit un potentiel hydrogène supérieur à 7,5.